# Ithyphallos

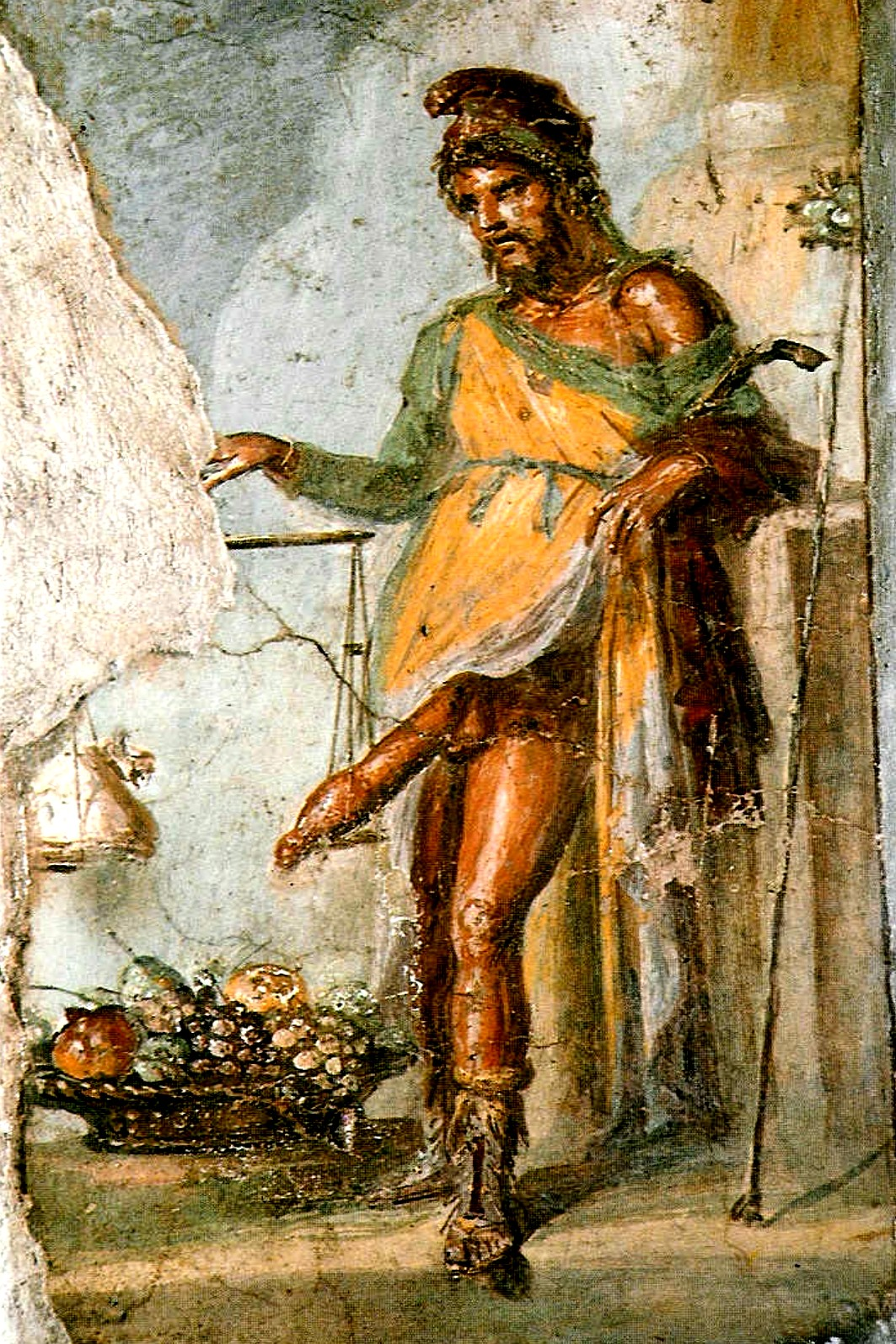
Ithyphallische Darstellung des Hermes-Priapus aus dem Haus der Vettier in Pompeji.

Der Ithyphallos (gr. ἰθύφαλλος von ἰθύς ithys „gerade, aufrecht“ und φαλλός „Phallos“) gehört zu den Fruchtbarkeitssymbolen des antiken Griechenland. Er bestand aus einer vergrößerten Nachbildung des männlichen Gliedes, die aus rotem Leder gefertigt war und besonders bei Phallophorie-Aufzügen der Dionysosfeste vorangetragen wurde. Hierzu sangen die Teilnehmer ebenfalls Ithyphallos genannte Lieder mit einem eigentümlichen Versmaß, dem Ithyphallikos.
In der Kunstgeschichte und Archäologie werden Darstellungen männlicher Wesen mit erigiertem Penis von oft grotesk übersteigerter Größe als ithyphallisch bezeichnet, in der Antike waren das insbesondere Bildnisse des Gottes Priapos oder von Satyrn. Ithyphallie ist bereits in der altsteinzeitlichen Kunst, etwa der frankokantabrischen Höhlenmalerei oder der Felsmalerei der Sahara häufig und kommt auf nordischen Felsbildern und in Deutschland bei keltischen anthropomorphen Grabstelen vor.